# レインボウ (映画)
『レインボウ』（原題: The Rainbow）は、1989年に製作されたイギリス・アメリカ合衆国合作映画。ケン・ラッセル監督。原作は、デーヴィッド・ハーバート・ローレンスの『虹』。

## キャスト
- アーシュラ：サミ・デイヴィス
- ウィニフレッド：アマンダ・ドノホー
- ヘンリー：デヴィッド・ヘミングス
- ウィル（父）：クリストファー・ゲイブル
- アンナ（母）：グレンダ・ジャクソン
- アントン：ポール・マッギャン